# Lulu Sun
Lulu Sun (født Lucija Radovčić den 14. april 2001 i Te Anau, New Zealand) er en professionel tennisspiller fra New Zealand, som tidligere i sin karriere har repræsenteret Kroatien (2011-13) og Schweiz (2013-24).